# Syens
Syens es una comuna suiza del cantón de Vaud, situada en el distrito de Broye-Vully. Limita al norte con las comunas de Rossenges y Moudon, al este con Vulliens, al sur con Vucherens, y al oeste con Hermenches.
La comuna hizo parte hasta el 31 de diciembre de 2007 del distrito de Moudon, círculo de Moudon.